# Nabu-belu-usur
Nabu-belu-usur lub Nabu-bela-usur (akad. Nabû-bēlu-uṣur lub Nabû-bēla-uṣur, zapisywane po sumeryjsku mdmuati.en.pap, tłum. „O Nabu, strzeż pana!”) – wysoki dostojnik asyryjski, który według asyryjskich list i kronik eponimów sprawować miał dwukrotnie urząd limmu (eponima), najpierw w 745 r. p.n.e. (będąc gubernatorem Arraphy), a następnie w 732 r. p.n.e. (będąc gubernatorem Si'imme). Za jego pierwszego eponimatu, 13 dnia miesiąca ajaru (kwiecień-maj) Tiglat-Pileser III objął tron Asyrii.